# جاینا هفورد
جاینا هفورد (به انگلیسی: Jayna Hefford) ورزشکار زن رشتهٔ هاکی روی یخ اهل کشور کانادا است. او در بین سال‌های ‎۱۹۹۸ تا ۲۰۱۰ میلادی در مسابقات بازی‌های المپیک زمستانی در مجموع ۴ مدال، شامل ۳ مدال طلا و ۱ نقره را کسب کرد.